# Dayamí Padrón
Dayamí Padrón (n. La Habana, 15 de diciembre de 1988) es una modelo, presentadora y actriz cubana, finalista de Nuestra Belleza Latina.

## Inicios y vida personal
Padrón vivió parte de su adolescencia en Cuba antes de emigrar hacia Estados Unidos. Cuando tenía dieciséis años se obsesionó con la idea de ser actriz de Hollywood.
En 2008, audicionó para la segunda edición de Nuestra Belleza Latina. Aunque no ganó la corona, quedó entre las tres mujeres más bellas de esa temporada. Desde esos momentos dio inicio a su carrera como modelo. 
En 2010, debutó como actriz en la cadena de Telemundo. Trabajó en varias novelas y series para la cadena como: Una maid en Manhattan, Perro amor, Alguien te mira, Sábado gigante entre otras, también participó en una novela de la cadena Univision, Eva Luna, protagonizando el personaje de una modelo, Anyris.
En 2014, apareció en el vídeo de la canción «Como yo le doy» de Pitbull y Don Miguelo.

## Filmografía
| Año  | Título                | Papel        | Cadena    | Notas |
| ---- | --------------------- | ------------ | --------- | ----- |
| 2011 | Una maid en Manhattan | Patricia     | Telemundo |       |
| 2011 | RPM Miami             | Gina Ramírez | Telemundo |       |
| 2011 | Eva Luna              | Anyris       | Univision |       |
| 2010 | Perro amor            |              | Telemundo |       |
| 2010 | Alguien te mira       |              | Telemundo |       |

2012 || "Corazón valiente" ||"Paloma Nieves" || Telemundo||